# USS Silverstein (DE-534)
USS Silverstein (DE-534) là một tàu hộ tống khu trục lớp John C. Butler từng phục vụ cùng Hải quân Hoa Kỳ trong Chiến tranh Thế giới thứ hai. Nó là chiếc tàu chiến duy nhất của Hải quân Hoa Kỳ được đặt cái tên này, theo tên Đại úy Hải quân Max Silverstein (1911–1942), người từng phục vụ cùng tàu khu trục Sims (DD-409), đã tử trận khi Sims bị đánh chìm trong Trận chiến biển Coral vào ngày 7 tháng 5, 1942 và được truy tặng Huân chương Ngôi sao Bạc. Nó đã phục vụ trong suốt Thế chiến II, được cho ngừng hoạt động sau khi xung đột chấm dứt vào năm 1947, rồi được huy động trở lại để tiếp tục phục vụ trong các cuộc Chiến tranh Triều Tiên và Chiến tranh Lạnh từ năm 1951 đến năm 1959. Con tàu cuối cùng bị bán để tháo dỡ vào năm 1973. Silverstein được tặng thưởng hai Ngôi sao Chiến trận do thành tích phục vụ trong Thế Chiến II, và thêm ba Ngôi sao Chiến trận khác đi hoạt động trong cuộc Chiến tranh Triều Tiên.

## Thiết kế và chế tạo
Lớp John C. Butler được thiết kế nhằm đáp ứng nhu cầu một số lượng lớn nhưng rẻ tiền của một kiểu tàu hộ tống chống tàu ngầm để hộ tống các đoàn tàu vận tải vượt đại dương. Chúng có chiều dài chung 306 foot (93,3 m), mạn tàu rộng 36 foot 10 inch (11,2 m) và mớn nước 13 foot 4 inch (4,1 m), trọng lượng choán nước tiêu chuẩn 1.350 tấn Anh (1.372 t), và lên đến 1.745 tấn Anh (1.773 t) khi đầy tải, với một thủy thủ đoàn bao gồm 14 sĩ quan và 201 thủy thủ. Con tàu được vận hành bởi hai turbine hơi nước hộp số Westinghouse; hơi nước được cung cấp bởi hai nồi hơi "D" Express, tạo ra công suất 12.000 mã lực càng (8.900 kW) và cho phép đạt được tốc độ tối đa 24 hải lý trên giờ (44 km/h; 28 mph). Nó có tầm hoạt động 6.000 hải lý (11.000 km; 6.900 mi) ở tốc độ đường trường 12 hải lý trên giờ (22 km/h; 14 mph).
Dàn vũ khí chính bao gồm hai tháp pháo 5-inch/38 caliber đa dụng nòng đơn, được dẫn đường bởi hệ thống điều khiển hỏa lực Mark 51; vũ khí phòng không gồm hai khẩu đội Bofors 40 mm L/60 nòng đôi và mười khẩu Oerlikon 20 mm nòng đơn cũng được dẫn đường bởi hệ thống Mark 51. Ngoài ba ống phóng ngư lôi 21 inch (533 mm), vũ khí chống ngầm bao gồm hai đường ray thả mìn sâu, tám máy phóng mìn sâu K-gun cùng một dàn súng cối chống ngầm Hedgehog. Con tàu được trang bị sonar kiểu QC, radar dò tìm mặt biển SL và radar dò tìm không trung SA.
Silverstein được đặt lườn tại Xưởng hải quân Boston ở Boston, Massachusetts vào ngày 8 tháng 10, 1943. Nó được hạ thủy vào ngày 8 tháng 11, 1943, được đỡ đầu bởi bà Ruth B. Silverstein, và được cho nhập biên chế cùng Hải quân Hoa Kỳ vào ngày 14 tháng 7, 1944 dưới quyền chỉ huy của Hạm trưởng, Thiếu tá Hải quân Franklin A. Reece Jr.

## Lịch sử hoạt động

### Thế Chiến II
Sau khi hoàn tất việc trang bị, Silverstein khởi hành từ Boston, Massachusetts vào ngày 5 tháng 8, 1944 để tiến hành việc chạy thử máy huấn luyện tại khu vực Bermuda, rồi quay trở về vào ngày 7 tháng 9 để được sửa chữa sau chạy thử máy tại Xưởng hải quân Boston. Nó đi đến Norfolk, Virginia vào ngày 17 tháng 9 để phục vụ như như một tàu huấn luyện cho thủy thủ đoàn các tàu hộ tống khu trục trong tương lai, rồi chuẩn bị để được điều động sang khu vực Mặt trận Thái Bình Dương. Nó khởi hành từ Hampton Roads vào ngày 25 tháng 9 để hộ tống chiếc ATR-56 kéo YF-728 và YF-729 đến Miami, Florida, rồi tiếp tục hành trình băng qua kênh đào Panama và đi đến Trân Châu Cảng vào ngày 25 tháng 10.
Sau hai tháng tiếp tục huấn luyện tại vùng biển quần đảo Hawaii, Silverstein lên đường và ghé qua Eniwetok và Saipan trước khi đi đến Guam vào ngày 14 tháng 1, 1945. Nó cùng tàu hộ tống khu trục George (DE-697) rời Apra Harbor, Guam vào ngày hôm sau để đi sang Ulithi thuộc quần đảo Caroline, nơi nó được bảo trì. Nó lên đường đi Eniwetok vào ngày 1 tháng 2, gia nhập một đội tiếp liệu trực thuộc Đệ Ngũ hạm đội, và cùng một đội tàu tiếp dầu lên đường vào ngày 9 tháng 2 để gia nhập Đội đặc nhiệm 50.8. Đơn vị này có nhiệm vụ tiếp nhiên liệu cho các tàu sân bay thuộc Lực lượng Đặc nhiệm 58 vốn đang hỗ trợ cho cuộc đổ bộ lên Iwo Jima.
Trên đường đi đến điểm hẹn gặp Đội đặc nhiệm 50.8 vào ngày 16 tháng 2, Silverstein bắt gặp một tàu đánh cá nhỏ và khi khám xét đã bắt giữ sáu binh lính Nhật Bản cùng một số tài liệu; nó đã đánh chìm chiếc tàu đánh cá bằng hải pháo. Sang ngày hôm sau tàu tiếp dầu Patuxent (AO-44) bị hư hại sau một vụ nổ, và Silverstein phải cùng hai tàu hộ tống khác trợ giúp dập lửa và đưa Patuxent quay trở lại Saipan. Đến ngày 21 tháng 2, nó lại cùng một đội tiếp liệu đi đến ngoài khơi Saipan, và tiếp tục hoạt động cùng Đội đặc nhiệm 50.8 cho đến đầu tháng 3, khi nó quay trở lại Ulithi. Về đến nơi vào ngày 7 tháng 3, nó chuẩn bị để tham gia cuộc đổ bộ tiếp theo lên Okinawa vào đầu tháng 4.
Rời Ulithi vào ngày 25 tháng 3, Silverstein hộ tống một đoàn tám tàu đổ bộ LST, một tàu chở dầu và một tàu tiếp dầu đi đến điểm neo đậu Kerama Retto, cách Okinawa khoảng 20 mi (32 km). Đến nơi ba ngày sau đó, nó gia nhập Đội đặc nhiệm 50.8 và tham gia hoạt động tiếp nhiên liệu cho lực lượng đặc nhiệm tàu sân bay nhanh. Rời khu vực vào đầu tháng 6, nó được đại tu tại Ulithi từ ngày 17 tháng 6 đến ngày 3 tháng 7 trước khi lên đường hướng đến vịnh San Pedro, Philippines, đến nơi vào ngày 5 tháng 7. Tại đây nó tách khỏi thành phần Đệ Tam hạm đội dưới quyền Đô đốc William Halsey Jr. để gia nhập Lực lượng Đặc nhiệm 94, và làm nhiệm vụ hộ tống vận tải.
Quay trở lại Ulithi vào ngày 13 tháng 7, Silverstein bảo vệ cho tàu bè đi lại trên tuyến đường hàng hải giữa Ulithi và Okinawa, và vẫn đang làm nhiệm vụ này khi Nhật Bản chấp nhận đầu hàng vào ngày 15 tháng 8, giúp chấm dứt vĩnh viễn cuộc xung đột. Nó đi đến Guam để tháp tùng bảo vệ cho tàu sân bay hộ tống Prince William đi đến Ulithi từ ngày 2 đến ngày 5 tháng 9. Từ cuối tháng 9 đến giữa tháng 10, con tàu giám sát việc triệt thoái binh lính Nhật Bản khỏi đảo Yap để quay trở về Nhật Bản. Nó được đại tu tại Guam từ ngày 22 tháng 10 đến ngày 5 tháng 11 trước khi lên đường quay trở về Hoa Kỳ ngang qua Eniwetok và Trân Châu Cảng.
Sau khi về đến San Pedro, Los Angeles vào ngày 23 tháng 11, Silverstein được chuẩn bị để ngừng hoạt động tại xưởng tàu của hãng Todd Shipyard. Nó chuyển đến San Diego, California vào ngày 18 tháng 4, 1946 và được đưa về thành phần dự bị vào ngày 30 tháng 11. Con tàu chính thức xuất biên chế vào ngày 15 tháng 1, 1947 và neo đậu cùng Hạm đội Dự bị Thái Bình Dương tại San Diego.

### Chiến tranh Triều Tiên
Sau khi cuộc Chiến tranh Triều Tiên bùng nổ vào tháng 6, 1950, Silverstein được cho tái biên chế trở lại tại San Diego vào ngày 28 tháng 2, 1951 dưới quyền chỉ huy của Hạm trưởng, Thiếu tá Hải quân J. R. Kittrell. Sau khi hoàn tất việc chạy thử máy huấn luyện và sửa chữa sau chạy thử máu, nó lên đường vào ngày 8 tháng 7 để đi sang cảng nhà Trân Châu Cảng, đến nơi vào ngày 14 tháng 7. Nó tiếp tục huấn luyện chống tàu ngầm tại vùng biển Hawaii cho đến ngày 29 tháng 10, khi nó lên đường hướng sang Nhật Bản, đi đến Yokosuka vào ngày 9 tháng 11. Nó khởi hành mười ngày sau đó để cùng tàu chị em McGinty (DE-365) đi sang vùng chiến sự tại bán đảo Triều Tiên.
Tách khỏi McGinty tại cảng Wŏnsan, Bắc Triều Tiên vào ngày 21 tháng 11, Silverstein hoạt động tuần tra tại tuyến đầu cho đến ngày 24 tháng 11, rồi quay trở lại để bắn phá các mục tiêu đối phương ở khu vực Wŏnsan trong ba ngày tiếp theo. Nó quay trở về Nhật Bản để được tiếp liệu trong các ngày 29 và 30 tháng 11, rồi lên đường vào ngày hôm sau, đi đến Jinsen để hoạt động tuần tra ngăn chặn. Quay trở lại Nhật Bản, nó viếng thăm Otaru, Hokkaido trong các ngày 11 và 12 tháng 12, và viếng thăm Atami vào ngày 14 tháng 12, rồi ra khơi để huấn luyện chống tàu ngầm trong bốn ngày. Con tàu sau đó được bảo trì và sửa chữa tại Yokosuka trong mười ngày, kể từ ngày 18 tháng 12.
Rời Yokosuka vào ngày 28 tháng 12 để hướng đến Okinawa, Silverstein tiếp tục huấn luyện chống tàu ngầm trên đường đi, và sau một chặng dừng ngắn tại vịnh Buckner, nó tham gia tuần tra tại eo biển Đài Loan từ ngày 5 tháng 1, 1952. Tách khỏi hoạt động này vào ngày 17 tháng 2, nó quay trở về Okinawa để thực hành chống tàu ngầm và phục vụ canh phòng máy bay cho tàu sân bay hạng nhẹ Bataan (CVL-29). Nó quay trở lại Sasebo, Nhật Bản vào ngày 29 tháng 2, rồi lên đường vào ngày 6 tháng 3 để đi đến vùng chiến sự Triều Tiên, tiếp tục tuần tra tại khu vực Wŏnsan. Sau đó nó gia nhập một đội đặc nhiệm thuộc Lực lượng Phong tỏa và Hộ tống Liên Hiệp Quốc để tham gia phong tỏa cảng Hŭngnam, tiến hành bắn phá bờ biển, hỗ trợ quét mìn và tuần tra phá hoại hoạt động đánh cá của đối phương.
Quay trở lại Sasebo vào ngày 20 tháng 3 để được bảo trì, Silverstein lại lên đường vào ngày 31 tháng 3 để trở sang vùng biển Triều Tiên, đi đến Wonsan vào ngày hôm sau, nơi nó tuần tra vùng chiến tuyến. Trong một hoạt động bắn phá, nó đã tiêu diệt một khẩu đội pháo đối phương, và khi quay trở lại Wonsan vào ngày 4 tháng 4, nó đi xuống phía Nam để tuần tra chống tàu ngầm và thủy lôi của đối phương. Có mặt tại khu vực Wonsan-Hungnam hai ngày sau đó, nó đấu pháo với một khẩu đội pháo đối phương vào ngày 26 tháng 4 và giải cứu các binh lính Hàn Quốc trên những thuyền buồm. Đi đến Sasebo vào ngày 30 tháng 4, nó lên đường đi Yokosuka vào ngày 10 tháng 5, đến nơi hai ngày sau đó. Con tàu rời Yokosuka vào ngày 15 tháng 5, và về đến Trân Châu Cảng vào ngày 24 tháng 5.
Trong một năm tiếp theo, Silverstein hoạt động huấn luyện và bảo trì thường lệ từ căn cứ Trân Châu Cảng, và hai lần đã được bảo trì và viếng thăm San Francisco, California. Nó khởi hành vào ngày 9 tháng 5, 1953 để trở sang khu vực Tây Thái Bình Dương, đi đến Sasebo vào ngày 21 tháng 5, và tiếp tục hoạt động dọc bờ biển Triều Tiên. Con tàu đã hộ tống cho một đội tiếp liệu, và bảo vệ cho tàu chở đạn Mount Baker (AE-4) đi Sasebo trước khi đi đến Pusan, Triều Tiên để tuần tra tại khu vực phòng thủ phía Nam. Tách khỏi nhiệm vụ này, nó đi đến Sasebo vào ngày 26 tháng 6, rồi lại trở sang đảo Cheju, Triều Tiên vào ngày 8 tháng 7. Sau một lượt hoạt động tuần tra khác, nó lên đường vào ngày 1 tháng 12 để quay trở về Trân Châu Cảng, đến nơi mười ngày sau đó.

### 1954 - 1959
Tại căn cứ Trân Châu Cảng, Silverstein hoạt động huấn luyện chống tàu ngầm, và từng tham gia tìm kiếm một máy bay ném bom của Không quân Hoàng gia New Zealand bị mất tích tại khu vực Kwajalein nhưng không có kết quả, rồi được bảo trì. Nó tiếp tục huấn luyện ôn tập cho đến khi lên đường vào ngày 17 tháng 11, 1954, hướng sang Yokosuka cho một lượt hoạt động khác tại Viễn Đông. Nó hộ tống cho tàu chở đạn Mount Rainier (AE-5) đi sang Sasebo, đến nơi vào ngày 29 tháng 11, rồi lại lên đường vào ngày 7 tháng 12 để đi sang Pohang, Triều Tiên, đến nơi vào ngày hôm sau. Nó đã tuần tra ngoài khơi bờ biển Triều Tiên, thực hành huấn luyện, rồi đi đến eo biển Đài Loan để hỗ trợ cho lực lượng Quốc dân Đảng triệt thoái khỏi quần đảo Đại Trần. Nó quay trở về Trân Châu Cảng vào ngày 24 tháng 5, 1955.
Silverstein có những hoạt động bảo trì và huấn luyện thường lệ trong thời bình tại Trân Châu Cảng trong một năm tiếp theo. Nó đã tham gia Chiến dịch Redwing, một đợt thử nghiệm vũ khí nguyên tử tại khu vực quần đảo Marshall trong tháng 4, 1956, và khi quay trở về được đại tu cho đến ngày 7 tháng 1, 1957. Sau đó nó huấn luyện ôn tập cho đến ngày 17 tháng 6, khi nó lên đường cho một lượt hoạt động khác tại khu vực Tây Thái Bình Dương. Nó đi đến Yokosuka vào ngày 27 tháng 6 và ở lại cảng này cho đến ngày 15 tháng 7, khi nó lên đường đi ngang qua Sasebo để đến Chinhae, Changwon, Triều Tiên, căn cứ chủ lực của Hải quân Cộng hòa Hàn Quốc. Tại đây nó được Tư lệnh Tác chiến Hải quân Hàn Quốc viếng thăm, và đã huấn luyện phối hợp cùng tàu chiến Hàn Quốc.
Di chuyển xuống phía Nam vào ngày 5 tháng 8, Silverstein tham gia huấn luyện cho thủy thủ thuộc Hải quân Philippines cho đến ngày 19 tháng 8, rồi quay trở lại Nhật Bản ngang qua Hong Kong. Con tàu ghé đến Yokosuka vào ngày 30 tháng 8 và Kobe vào ngày 1 tháng 9, trước khi buộc phải ra khơi vào ngày 4 tháng 9 để né tránh cơn bão Bess. Nó quay trở lại Yokosuka vào ngày 5 tháng 9, thực hiện một lượt thực tập hộ tống vận tải và nghỉ ngơi tại cảng Yokosuka, trước khi rời vùng biển Nhật Bản cho một lượt hoạt động kéo dài hai tháng tại khu vực quần đảo Mariana. Con tàu va phải một rạn san hô ngoài khơi đảo Olimarao, và phải đi đến Apra Harbor tại Guam để sửa chữa vào ngày 20 tháng 10. Khi hoàn tất việc sửa chữa vào ngày 9 tháng 11, nó quay trở về Trân Châu Cảng ngang qua Midway, đến nơi vào ngày 16 tháng 11, và tiếp tục được sửa chữa, bảo trì và nghỉ phép.

#### Tai nạn va chạm với tàu ngầmStickleback

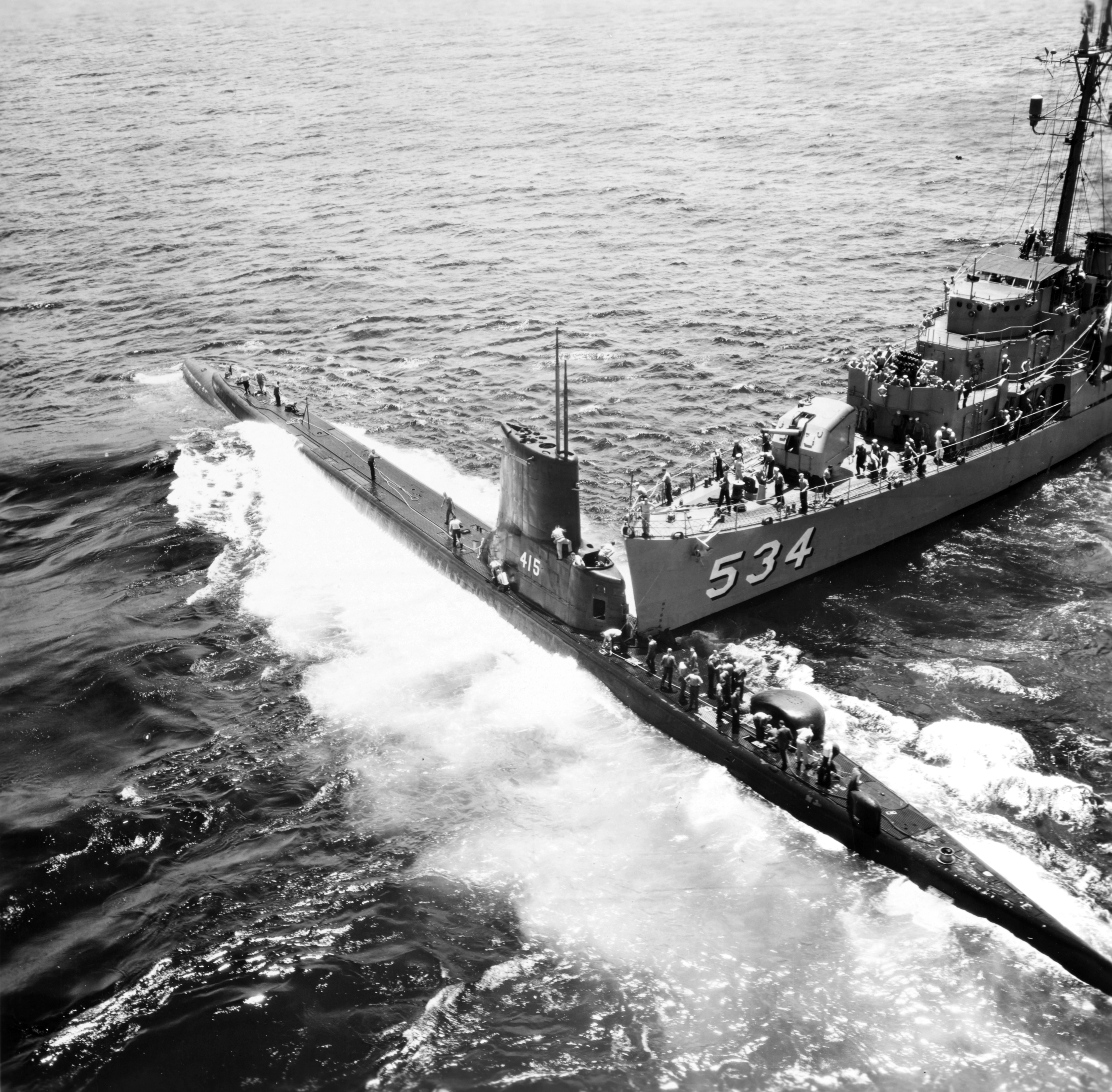
Silverstein va chạm với tàu ngầm, ngày 29 tháng 5 năm 1958.

Vào đầu năm 1958, Silverstein tiếp nối hoạt động huấn luyện chống tàu ngầm tại vùng biển Hawaii. Vào tháng 5, nó gặp tai nạn một vụ nổ ngăn chứa những liều thuốc phóng mìn sâu, rồi đến ngày 28 tháng 5 lại gặp tai nạn va chạm với tàu ngầm Stickleback (SS-415) trong một đợt thực hành huấn luyện. Stickleback vừa hoàn tất một đợt phóng ngư lôi mô phỏng nhắm vào Silverstein và đang lặn ở độ sâu an toàn, nó bất ngờ mất điện và trồi lên mặt nước ở khoảng 200 thước Anh (180 m) ngay trước mặt chiếc tàu hộ tống khu trục. Silverstein cho chạy lùi động cơ hết mức và bẻ hết lái sang mạn trái để cố tránh va chạm, nhưng vẫn đâm trúng chiếc tàu ngầm khiến nó thủng một lổ lớn bên mạn trái. Silverstein cùng với tàu hộ tống khu trục Sturtevant (DE-239) và tàu ngầm Sabalo (SS-302) đã phối hợp các nỗ lực cứu hộ, cứu vớt toàn bộ 82 thành viên thủy thủ đoàn của Stickleback, nhưng mọi nỗ lực cứu chiếc tàu ngầm đều thất bại và nó đắm lúc 19 giờ 57 phút tại tọa độ 21°27′36″B 157°58′48″T / 21,46°B 157,98°T.
Đến tháng 8, Silverstein lên đường đi sang khu vực Tây Nam Thái Bình Dương, viếng thăm Tahiti, Pago Pago và đảo Swains, rồi quay trở lại khu vực Trung tâm Thái Bình Dương để ghé đến Eniwetok và Guam. Quay trở về cảng nhà vào ngày 18 tháng 9, nó lên đường đi sang vùng bờ Tây một tháng sau đó, đi đến San Francisco vào ngày 1 tháng 11, và được chuẩn bị để ngừng hoạt động tại xưởng tàu Bethlehem Pacific Coast Steel Shipyard. Nó được cho chuyển đến Xưởng hải quân Hunters Point vào ngày 22 tháng 1, 1959, và xuất biên chế vào ngày 30 tháng 1, 1959. Con tàu nằm trong thành phần Hạm đội Dự bị Thái Bình Dương cho đến khi được cho rút tên khỏi danh sách Đăng bạ Hải quân vào ngày 1 tháng 12, 1972, và bị bán cho hãng Levin Metals Corp. tại San Jose, California để tháo dỡ vào ngày 3 tháng 12, 1973.

## Phần thưởng
Silverstein được tặng thưởng hai Ngôi sao Chiến trận do thành tích phục vụ trong Thế Chiến II, và thêm ba Ngôi sao Chiến trận khác đi hoạt động trong cuộc Chiến tranh Triều Tiên.
|                                         |  |  |
| Bronze star · Bronze star               |  |  |
| Bronze star · Bronze star · Bronze star |  |  |

| Huân chương Chiến dịch Hoa Kỳ                                           |                                               |                                                       |
| Huân chương Chiến dịch Châu Á-Thái Bình Dương với 2 Ngôi sao Chiến trận | Huân chương Chiến thắng Thế Chiến II          | Huân chương Phục vụ Phòng vệ Quốc gia                 |
| Huân chương Phục vụ Triều Tiên với 3 Ngôi sao Chiến trận                | Huân chương Liên Hiệp Quốc Phục vụ Triều Tiên | Huân chương Phục vụ Chiến tranh Triều Tiên (Hàn Quốc) |